# 本·伯南克
本·沙洛姆·伯南克（英語：Ben Shalom Bernanke，/bərˈnæŋki/ bər-NANG-kee，1953年12月13日—），美国猶太裔经济学家、諾貝爾經濟學獎得主，曾任美國聯邦準備理事會主席。2015年4月，成為全球最大固定收益投資公司PIMCO高級顧問，同月亦就任城堡對冲基金高級顧問一職。

## 生平
生于美国佐治亚州奥古斯塔，其父為藥師，其母為小學教師。伯南克為麻省理工學院經濟學博士，在普林斯顿大学任教17年，曾担任经济系主任。伯南克為在南卡羅萊那州、狄龍的少數猶太家庭之一，並參加了當地的猶太教會堂。
2002年被美國總統小布什任命为美国联邦储备委员会理事。2005年6月，担任美国总统经济顾问委员会主席，10月被指定接替格林斯潘为下任聯準會主席，自隔年初上任。2009年，带领美国度过大萧条以来最恶劣的经济危机中的突出表现，被《时代杂志》评选为“年度风云人物”。2010年連任聯準會主席，任至2014年卸任，由珍妮特·耶倫接棒。
伯南克是知名的宏观经济学家，主要研究兴趣是货币政策和總體经济史。他是美国艺术与科学学院院士和计量经济学会会士。曾编著《宏观經濟學原理》、《微观經濟學原理》等教材。
2022年，伯南克與道格拉斯·戴蒙德和菲利普·迪布維格獲得諾貝爾經濟學獎，以表彰其「對研究銀行和金融危機方面的貢獻」。

## 观点
2008年6月，伯南克在讲话中称“中国等新兴经济体净储蓄的增长引发了美国次贷等一系列经济问题”，引发舆论争议。

## 著作
- 《柏南克談聯準會：二十一世紀貨幣政策》（原文："21st Century Monetary Policy: The Federal Reserve from the Great Inflation to COVID-19"），譯者：洪慧芳，台灣：感電出版（讀書共和國），2022年11月30日。ISBN 9786269659050（繁體中文）